# Életfa (népnyelv)
Életfának az őstörténetekből ismert mítikus növényeket nevezzük, de valójában a népnyelvben azokkal az örökzöldekkel azonosították, amelyek télen sem hullatták le levelüket..

## Fogalma
- Vallástörténeti értelemben az ókortól kezdve ismert elnevezés. A babilóniaiak úgy hitték, hogy Ea isten székhelyén, a világ közepén (Eridu) állt és a gyökerei mellől törtek fel a világfolyamok. A Biblia szerint a Paradicsomban állt az Élet fája is, és miután az első emberpár evett a Tudás fájáról az Isten kiűzette őket nehogy az örök életet is megszerezzék. Az iráni mitológia a Világhegy tetejére képzeli az Életfát. Az indiai Bódhi-fa legendája is érintkezik az Életfa-mítosszal, az egész világ fölé terjeszti ki árnyékát és gyökerei az égben erednek. Az ősgermán mítoszokban az Yggdrasill nevű fa egy örökzöld kőris, tövében forrással melyből Odin isten a bölcsességet issza, a Nornák ebből öntözik nap-mint nap, a fa ágairól erednek a folyók és innen száll a Földre a harmat.
- A népi hiedelemvilágban így nevezik azokat a fákat, amelyeknek sorsát szimbolikusan összefüggésbe hozták egy-egy ember életével.
- A mesei, mondai világ is foglalkozik az életfákkal különböző formákban, és különböző misztikus jelentőséggel felruházva azokat. A népmesék hőse nagy viszontagságok közepette jut el hozzá, melynek halhatatlanságot biztosító gyümölcseit a (3, 7 vagy több) fejű sárkány őrzi. A télen halottnak tűnő fa megújulásával hozható kapcsolatba a májusfával kapcsolatos szokások fennmaradása. Lakodalmakra vagy évnegyedkezdő ünnepségekre pedig faág alakú, vagy faágra csavart süteményeket vagy tortákat sütöttek.
- A kertészetben életfának nevezik a keleti tuját és a nyugati tuját.

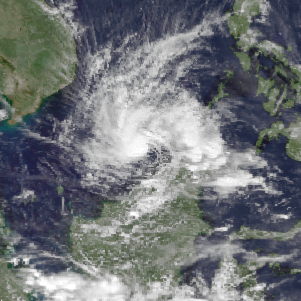

- Élet | a | f | z | t | h | w | q | y | l | x |fának nevezték továbbá a családfát is, amelyen az élet továbböröklődött.

## Elnevezései
- életfa (Balaton-mellék)
- tebe (palócság)
- termőág (Baranya)
- prémes, prémes-ág, nyoszolyóág, zöld ág (Erdély)
- násznagykalács (bukovinai székelyek)

## Ábrázolása
Igen bőséges formavilág jellemzi az életfa ábrázolásokat, a népi hímzés, a díszítő fafaragás és a tűzikovácsolás által készített eszközökön többnyire cserépben álló stilizált növényként látjuk viszont,de utóbbinál a fröccsenő szikrák (csillagok, keresztek vagy x-ek) is a készítő jókívánságait a hosszú életet közvetítik az eszközt használó felé. A régi, pajzs alakú kovács mesterjegyekben is láthatunk életfát, mint stilizált fenyőt 10, 12 vagy 14 ággal. A többi ábrázolási mód osztott, a nappalok és éjjelek váltakozása éppúgy megfigyelhető, mint a hármas osztásban a múlt-jelen-jövő életértelmezése, - valamint a négyes osztásban a négy égtáj vagy a négy évszak megjelenítése.